# Хелисмаа, Рейно
Ре́йно Ви́хтори Хе́лисмаа (фин. Reino Vihtori Helismaa, фамилия до 1934 года — Helenius; 12 июля 1913, Хельсинки, Финляндия — 21 января 1965, там же) — финский певец и автор песен, один из наиболее ярких представителей финской популярной музыки 1950-х гг.
Работал в соавторстве с композитором Тойво Кярки: Хелисмаа писал слова, Кярки — музыку. Их совместные работы нередко выходили в свет под псевдонимом Orvokki Itä. Творческий союз Хелисмаа и Кярки имел такое же значение для послевоенной финской популярной музыки, как союз Матти Юрва и Тату Пеккаринена — для довоенной. Также он известен многочисленными переводами на финский язык песен других народов. Песни Рейно Хелисмаа исполняли Тапио Раутаваара, Олави Вирта, Эса Пакаринен, Матти Лоухивуори, Кауко Кяюхкё, Хенри Тиль, Йорма Икявалко, Лайла Киннунен, Георг Отс и многие другие; значительную часть своих песен записал он сам. Кроме того, к его творчеству обращались и музыканты последующих поколений, в том числе певцы Веса-Матти Лоири и Хейкки Харма (Hector), а также рок-группа Viikate.
Помимо песен, известен тем, что написал сценарии 31 фильма; в семи фильмах снялся сам.
Умер в 1965 году от рака лёгких. О жизни и творчестве Хелисмаа и Тапио Раутаваара в 1999 году был снят художественный фильм «Лебедь и странник».

## Наиболее известные песни
- «Synkkä yksinpuhelu»
- «Reilun pojan ralli»
- «Pigalle ja Montmartti»
- «Balladi Villistä Lännestä»
- «Daiga-daiga-duu»
- «Meksikon pikajuna»
- «Lautatarhan Rimadonna»
- «Suutarin tyttären pihalla»
- «Sorsanmetsästys»

## Сценарии фильмов
- 'Ei se mitään!' sanoi Eemeli (1962)
- Se alkoi omenasta (1962)
- Taape tähtenä (1962)
- Mullin mallin (1961)
- Toivelauluja (1961)
- Molskis, sanoi Eemeli, molskis! (1960)
- Kankkulan kaivolla (1960)
- Kaks' tavallista Lahtista (1960)
- Pekka ja Pätkä neekereinä (1960)
- Oho, sanoi Eemeli (1960)
- Yks' tavallinen Virtanen (1959)
- Большой парад мелодий (1959)
- Pieni luutatyttö (1958)
- Pekka ja Pätkä salapoliiseina (1957)
- Pekka ja Pätkä pahassa pulassa (1955)
- Kiinni on ja pysyy (1955)
- Pekka ja Pätkä puistotäteinä (1955)
- Майор с большой дороги (1954)
- Волшебная ночь (1954)
- Два старых дровосека (1954)
- Пекка и Пяткя по следам снежного человека (1954)
- Я играю тебе вечером (1954)
- Hei, rillumarei! (1954)
- Пекка Пуупяя на летних каникулах (1953)
- Мы ещё вернёмся (1953)
- Пекка Пуупяя (1953
- Летающий калакукко (1953)
- Мимми из Мухоса (1952)
- Четыре шкипера (1952)
- Брат с Дикого Запада (1952)
- На рынке Рованиеми (1951)